# Alticola stoliczkanus
Alticola stoliczkanus је врста волухарице. 

## Распрострањење
Ареал врсте покрива средњи број држава. Врста је присутна у следећим државама: Кина, Непал и Индија. Присуство у Бутану и Пакистану је непотврђено.

## Станиште
Станишта врсте су шуме и травна вегетација. Врста Alticola stoliczkanus је присутна на планинском венцу Хималаја у Азији, изнад 4.000 метара надморске висине и испод линије снега.

## Угроженост
Ова врста је наведена као последња брига, јер има широко распрострањење и честа је врста.